# Poljane pri Stični
Poljane pri Stični – wieś w Słowenii, w gminie Ivančna Gorica. W 2018 roku liczyła 27 mieszkańców.